# Allotermes
Allotermes (лат.) — род термитов семейства Kalotermitidae. Эндемик Мадагаскара. Усики солдат 10-12-члениковые. Жвалы узкие и длинные. Формула шпор голеней: 3-3-3.

## Систематика
3 вида. Род был описан в 1910 году энтомологом Эрихом Васманном, но затем полвека рассматривался в качестве синонима рода Procryptotermes. В 1961 году американский термитолог Кумар Кришна (англ. Kumar Krishna), ревизуя семейство Kalotermitidae, восстановил родовой статус Allotermes.
- Allotermes denticulatus Krishna, 1962[6]
- Allotermes papillifer Krishna, 1962[6]
- Allotermes paradoxus Wasmann, 1910[2][4][7]typus